# Pointe d'En Tal
La pointe d'En Tal est un cap de l'île d'Houat, dirigé vers le nord-est. De faible altitude, elle est longée sur tout son pourtour par une des rares plages de sable convexes de Bretagne.
À la fin du XVIIe siècle, une tour d'artillerie y a été construite par Vauban. Elle a été détruite par les Anglais en 1746 et il n'en reste que des ruines. Sur le même site, a été construit à partir de 1857 une batterie, inscrite au titre des monuments historiques en 2000
La pointe d'En Tal est reliée à marée basse à l'îlot d'Er Yoc'h et aux rochers d'Er Geneteau.